# Висбаденска награда за поезия „Орфил“
„Висбаденската награда за поезия „Орфил““ (на немски: Wiesbadener Lyrikpreis Orphil) е учредена през 2012 г. от град Висбаден и се присъжда на всеки две години. Получават я поети, „чиито творби заемат позиции и се противопоставят на политически и стилистични моди“.
Отличието е на стойност 10 000 €.
Присъжда се и поощрителна награда за литературен дебют в размер на 2500 €.

## Носители на наградата (подбор)
- Урзула Крехел (2012)
- Улрике Дрезнер (2016)
- Кристоф Мекел (2018)